# Weihetalbrücke
Die Weihetalbrücke (vereinzelt auch: Talbrücke Richelsdorf) ist eine 584 m lange und maximal 37 m hohe Autobahnbrücke im Zuge der Bundesautobahn 4 auf dem Gebiet der Gemeinde Gerstungen im Wartburgkreis in Thüringen in unmittelbarer Nähe zur hessischen Grenze. 

## Geographische Lage
Die Weihetalbrücke führt direkt südöstlich vom Richelsdorfer Gebirge und jeweils etwas ostsüdöstlich vom hessischen Richelsdorf bzw. nordwestlich vom thüringischen Untersuhl über das Tal der Weihe. Sie steht im Bereich der Autobahn-Anschlussstelle Gerstungen, deren Auf-/Abfahrt in Richtung Frankfurt sich östlich, in Richtung Dresden sich westlich der Brücke befindet.

## Geschichte

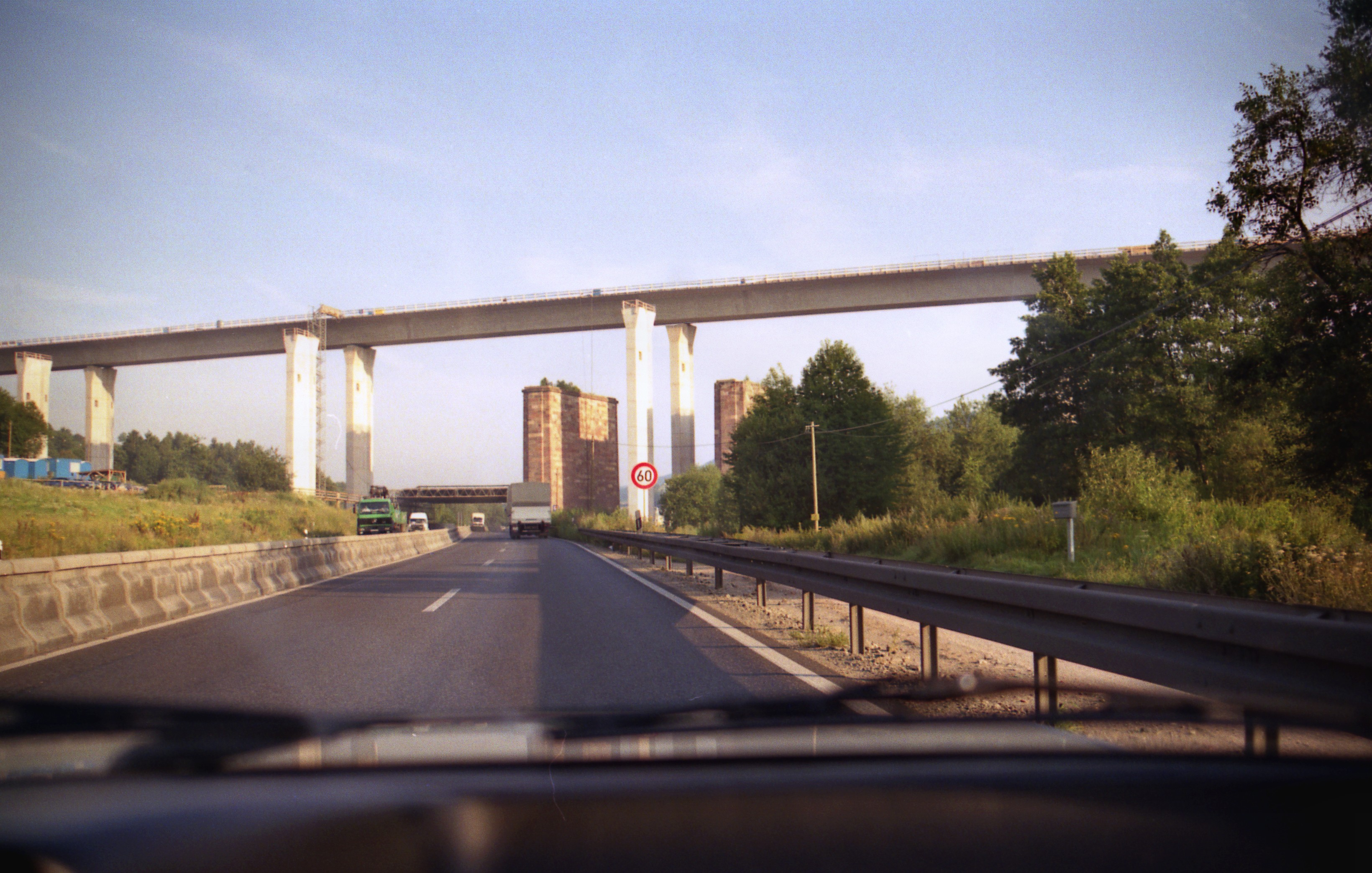
Weihetalbrücke im Bau 1993

Der zwischen 1934 und 1943 gebaute Reichsautobahnabschnitt vom Kirchheimer Dreieck bei Bad Hersfeld bis Eisenach war die letzte im Dritten Reich halbwegs vollendete Autobahn. Allerdings konnten in der Situation des Reichsautobahnbaus nach Kriegsbeginn die Weihetalbrücke und die Talbrücke Wommen bis zum Kriegsende nicht mehr fertiggestellt werden; mit dem Bau der Werratalbrücke Hörschel wurde nicht mehr begonnen. Während an der Talbrücke Wommen die südliche Brückenhälfte weitgehend vollendet wurde, kam die Bauausführung der Weihetalbrücke bis zur kriegsbedingten Einstellung der Bauarbeiten über die sieben Pfeiler für eine Gewölbebrücke nicht hinaus. Stattdessen wurde für die Autobahn eine provisorische, aus der Vogelperspektive z-förmige Trasse im Tal angelegt, welche ursprünglich als Fahrbahn der Anschlussstelle Gerstungen vorgesehen war und weitgehend deren heutiger Trassierung entspricht. Zum Zeitpunkt der Baueinstellung im Jahr 1943 waren die Schalungen für die sechs Brückengewölbe bereits eingebaut worden; sie verschwanden in den ersten Nachkriegsjahren.
Beim Bau der Weihetalbrücke leisteten 550 Kriegsgefangene aus der Sowjetunion bis zur Einstellung der Bauarbeiten Zwangsarbeit. An 107 Todesopfer der Zwangsarbeit erinnert seit 1977 ein Mahnmal auf dem Friedhof von Untersuhl. Der gesamte Abschnitt der A 4 zwischen Wildeck-Obersuhl und Eisenach kreuzte mehrmals die ehemalige innerdeutsche und heutige hessisch-thüringische Grenze. Zwischen den hessischen Anschlussstellen Obersuhl und Wommen blieb die Autobahntrasse aus diesem Grund gesperrt und verfiel langsam. Wegen der Besonderheit des Grenzverlaufs wurde dieser Abschnitt der A 4 als Thüringer Zipfel bekannt. Die sieben Pfeiler der Weihetalbrücke blieben in dieser Zeit als Bauruine erhalten.
Nach der Deutschen Einheit wurde 1992 im Zuge des Verkehrsprojektes Deutsche Einheit Nr. 15 eine neue Brücke gebaut, wobei man zwei der alten Pfeiler als Denkmal stehen ließ. Die übrigen fünf Pfeiler der unvollendeten Brücke wurden am 18. Juli 1992 gesprengt.

## Beschreibung
Die 45 Millionen DM teure heutige Weihetalbrücke wurde 1994 eingeweiht. Die Spannbetonbrücke besitzt eine Gesamtstützweite von (52,0 m + 8 × 60,0 m + 52,0 m) = 584 m und ruht auf acht Pfeilerpaaren. Die maximal 37 m hohen Pfeiler haben eine achteckige massive Querschnittsform mit Außenabmessungen von 5,8 m × 3,0 m. Die Überbauten bestehen aus einem vorgespannten Hohlkastenquerschnitt mit 4,0 m Konstruktionshöhe.